# Związek Gmin Wyznaniowych Żydowskich w Rzeczypospolitej Polskiej
Związek Gmin Wyznaniowych Żydowskich w Rzeczypospolitej Polskiej (ZGWŻ) – polski judaistyczny związek wyznaniowy skupiający gminy wyznaniowe żydowskie, liczący 1594 wiernych w 2022. Jest drugą co do liczebności organizacją żydowską w Polsce.

## Historia związku
Związek Gmin Wyznaniowych Żydowskich w RP działa w oparciu o ustawę z dnia 20 lutego 1997 o stosunku Państwa do gmin wyznaniowych żydowskich w Rzeczypospolitej Polskiej. Zarejestrowany został jednak już w 1993 jako kontynuacja Związku Religijnego Wyznania Mojżeszowego, powstałego na ogólnopolskim zjeździe kongregacji w dniach 9 i 10 sierpnia 1949 roku. 19 listopada 1991 roku na zjeździe Związku Religijnego Wyznania Mojżeszowego przekształcono go w Związek Gmin Wyznaniowych Żydowskich.
W okresie II Rzeczypospolitej na terenie byłego zaboru pruskiego żydowski związek wyznaniowy działał na podstawie tytułu II ustawy z 23 lipca 1847 r. „o stosunkach do Żydów” (Zbiór ustaw pruskich Nr 30). Następnie podstawą do działania było rozporządzenie Prezydenta RP z 14 października 1927 o uporządkowaniu stanu prawnego organizacji gmin wyznaniowych żydowskich na obszarze RP z wyjątkiem województwa śląskiego. W II Rzeczypospolitej w roku 1931 Żydowski Związek Wyznaniowy zrzeszał 3 113 900 osób i był czwartym co do wielkości związkiem wyznaniowym. W 1961 roku Związek Religijny Wyznania Mojżeszowego uzyskał wpis do Rejestru Stowarzyszeń i Związków Wyznaniowych prowadzonego przez Urząd do Spraw Wyznań na podstawie Statutu z dnia 19 czerwca 1961 roku.

## Cele i działalność związku
Celami działalności związku są organizowanie żydowskiego życia społecznego i religijnego w Polsce, a także opieka nad gminami żydowskimi, utrzymywanie synagog i domów modlitwy oraz cmentarzy. Związek wydaje corocznie Almanach Żydowski. Największa z gmin związku znajduje się w Warszawie i liczy ponad pięciuset członków. Kolejne we Wrocławiu (ok. 300 członków), Łodzi (ok. 250 członków) i Krakowie (ok. 160 członków). Dla osób nieposiadających żydowskiej matki ZGWŻ prowadzi kursy przygotowujące do konwersji na judaizm.
18 czerwca 2008 ZGWŻ i Telewizja Polska zawarły porozumienie w sprawie emisji programów dotyczących życia społeczności żydowskiej w Polsce w telewizji publicznej. Będą to audycje religijno-moralne, religijno-społeczne, kulturalne i nabożeństwa Związku Gmin Wyznaniowych Żydowskich (głównie obchody święta Purim).

## Struktura organizacyjna

### Podział administracyjny

Podział administracyjny ZGWŻ w Rzeczypospolitej Polskiej

Związek tworzy dziesięć samodzielnych gmin żydowskich:
- Gmina Wyznaniowa Żydowska w Bielsku-Białej
- Gmina Wyznaniowa Żydowska w Gdańsku
- Gmina Wyznaniowa Żydowska w Katowicach
  - filia w Gliwicach
- Gmina Wyznaniowa Żydowska w Krakowie
- Gmina Wyznaniowa Żydowska w Legnicy
- Gmina Wyznaniowa Żydowska w Łodzi
- Gmina Wyznaniowa Żydowska w Poznaniu
- Gmina Wyznaniowa Żydowska w Szczecinie
- Gmina Wyznaniowa Żydowska w Warszawie
  - filia w Lublinie
- Gmina Wyznaniowa Żydowska we Wrocławiu

oraz:
- Komisja Pomocy Społecznej przy ZGWŻ

Podział administracyjny oparty jest na granicach województw z lat 1975–1998.
Związek Gmin Wyznaniowych Żydowskich w RP jest członkiem wielu organizacji międzynarodowych, m.in.: Europejskiego Kongresu Żydów, Europejskiej Rady Społeczności Żydowskich, czy Fundacji Ochrony Dziedzictwa Żydowskiego w Polsce. Działalność związku finansowana jest ze środków własnych, Ministerstwa Kultury i Dziedzictwa Narodowego oraz prywatnych sponsorów.
Najmłodsza i najmniejsza samodzielna GWŻ w Polsce znajduje się w Poznaniu. W grudniu 2018, decyzją swego walnego zgromadzenia, poznański oddział Związku Gmin Wyznaniowych Żydowskich w RP, po 20 latach od reaktywacji, uniezależnił się od warszawskiego zarządu i przyjął swą historyczną nazwę Gmina Wyznaniowa Żydowska w Poznaniu.

### Władze
Zarząd Związku:
- Przewodnicząca: Klara Kołodziejska
- Wiceprzewodniczący: Alicja Kobus
- Wiceprzewodniczący: Tomasz Rosłoński
- Skarbnik: Michał Samet
- Sekretarz: Włodzimierz Kac
- Członkowie: Tadeusz Jakubowicz

Prezydium Rady:
- Przewodnicząca: Halina Hila Marcinkowska
- Wiceprzewodniczący: Mikołaj Rozen
- Sekretarz: Hanna Stojanik

Rada Związku:
- Henryk Albert, Jerzy Fridel, Anna Felińska-Junka, Jerzy Fridel, Krzysztof Izdebski, Helena Jakubowicz, Tadeusz Jakubowicz, Halina Hila Macinkowska, Włodzimierz Kac, Alicja Kobus, Klara Kołodziejska, Monika Krawczyk, Andrzej Oczkowski, Lesław Piszewski, Tomasz Rosłoński, Mikołaj Rozen, Michał Samet, Hanna Stojanik, Karolina Szykier–Koszucka, Józef Weininger.

Komisja Rewizyjna:
- Wiktor Celler, Michał Rucki, Aleksander Opoczyński, Ignacy Einhorn, Emil Ebenstein.

Rada Religijna:
- Baruch Ciesielski, Paweł Grabiec, Monika Piotrowska, Karolina Szykier-Koszucka, Tomasz Krakowski, Michał Samet, Paweł Lewandowski.

Sąd Polubowny:
- Klaudia Klimek, Krzysztof Wiewióra, Ruta Śpiewak, Elżbieta Magenheim, Justyna Molasy–Dumais

### Poczet przewodniczących Związku
- 1993–1997: dr Paweł Wildstein
- 1997–2003: Jerzy Kichler
- 2003–2014: Piotr Kadlčik
- 2014–2019: Lesław Piszewski
- 01.2019–09.2019: Monika Krawczyk
- od 09.2019: Klara Kołodziejska

W 1997 po raz pierwszy w zarządzie Związku znalazła się kobieta – historyk Helena Datner.

### Rabini
W Związku Gmin Wyznaniowych Żydowskich posługują następujący rabini:
- od 2000: Michael Schudrich – naczelny rabin Polski, rabin Warszawy i Łodzi,
- od 2010: Stas Wojciechowicz – rabin progresywny gminy warszawskiej,
- od 2013: Eliezer Gurary – naczelny rabin Krakowa,
- od 2013: Avi Baumol – reprezentant Naczelnego Rabina Polski w Krakowie,
- od 2015: Dawid Szychowski – rabin Łodzi,
- od 2016: Małgorzata Kordowicz – rabinka gminy warszawskiej,
- od 2018: Oriel Zaretsky – rabin gminy warszawskiej.

Wcześniej posługiwali m.in.:
- 2013–2014: Moshe Bloom – rabin pomocniczy gminy warszawskiej,
- 2012–2013: Samuel Rosenberg – naczelny rabin Wrocławia i Śląska,
- 2010–2023: Yehoshua Ellis – naczelny rabin Górnego Śląska, rabin pomocniczy w Warszawie,
- 2010–2015: Tyson Herberger – naczelny rabin Wrocławia i Śląska, rabin pomocniczy w Warszawie,
- 2005–2013: Boaz Pash – naczelny rabin Krakowa,
- 2009–2012: Daniel Simons – przewodniczący kolelu gminy warszawskiej,
- 2005–2011: Icchak Rapoport – naczelny rabin Wrocławia i Śląska,
- 2009–2010: Shlomo Kučera – naczelny rabin Górnego Śląska,
- 2007–2010: Pinchas Żarczyński – rabin pomocniczy gminy warszawskiej,
- 2007–2009: Efraim Meisles – przewodniczący kolelu gminy warszawskiej,
- 2005–2008: Mordechaj Goldberg – rabin pomocniczy gminy warszawskiej,
- 2005–2005: Abraham Flaks – naczelny rabin Krakowa,
- 2004–2005: Szlomo Zelig Awrasin – rabin pomocniczy gminy warszawskiej,
- 2002–2003: Ivan Caine – naczelny rabin Wrocławia,
- 1999–2000: Baruch Rabinowitz – rabin Warszawy,
- 1988–1999: Pinchas Menachem Joskowicz – naczelny rabin Polski, rabin Warszawy.

### Wykaz czynnych synagog

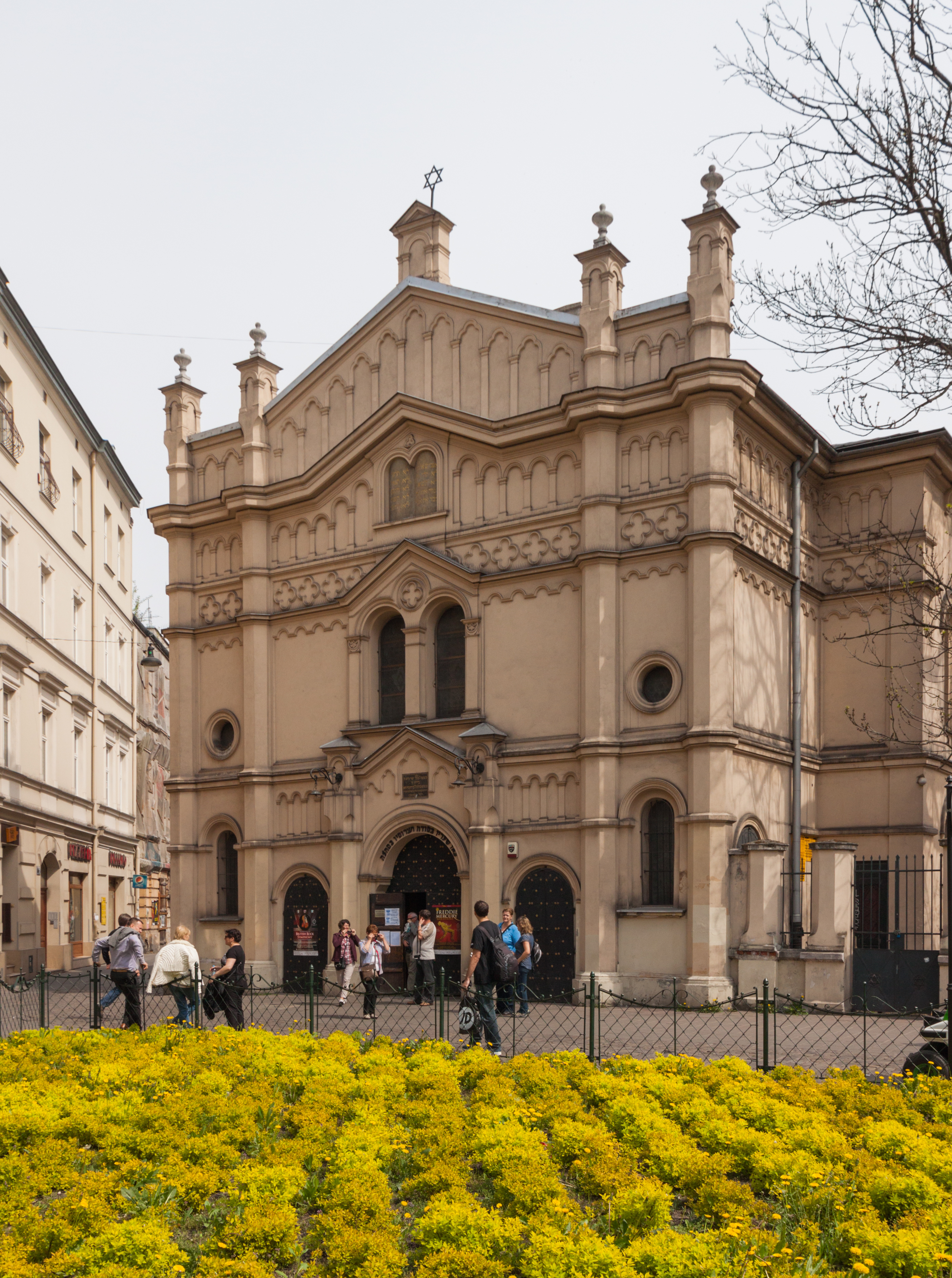
Synagoga Tempel w Krakowie

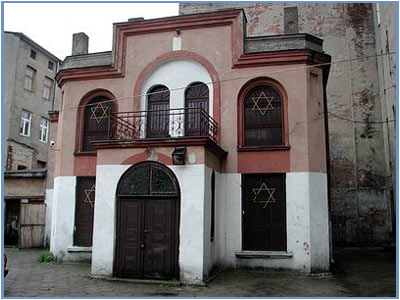
Synagoga Reicherów w Łodzi

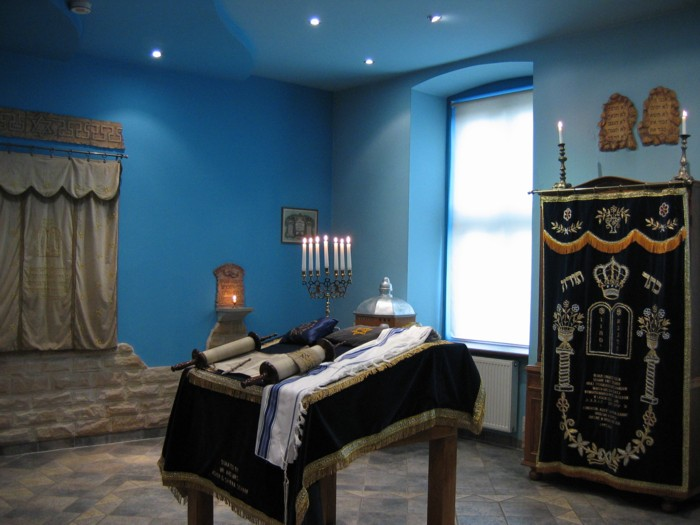
Wnętrze synagogi w Bielsku-Białej

- Nowa Synagoga w Gdańsku-Wrzeszczu, ul. Partyzantów 7
- Synagoga Remu w Krakowie, ul. Szeroka 40
- Synagoga Tempel w Krakowie, ul. Miodowa 24
- Synagoga w Jeszywas Chachmej Lublin, ul. Lubartowska 85
- Synagoga Reicherów w Łodzi, ul. Rewolucji 1905 roku 28
- Synagoga im. Małżonków Nożyków w Warszawie, ul. Twarda 6
- Synagoga Pod Białym Bocianem we Wrocławiu, ul. Włodkowica 9
- Dom modlitwy w Bielsku-Białej, ul. 3 Maja 7
- Dom modlitwy w Bytomiu, pl. Grunwaldzki 6
- Dom modlitwy w Gliwicach, ul. Dolne Wały 2
- Dom modlitwy w Katowicach, ul. Młyńska 13
- Dom modlitwy w Legnicy, ul. Chojnowska 12
- Dom modlitwy w Łodzi, ul. Pomorska 18
- Dom modlitwy w Poznaniu, ul. Stawna 10
- Dom modlitwy w Szczecinie, ul. Niemcewicza 2
- Dom modlitwy w Wałbrzychu, ul. Mickiewicza 18
- Dom modlitwy we Wrocławiu, ul. Włodkowica 9
- Dom modlitwy w Żarach, ul. Zaułek Klasztorny 3

## Dni wolne od pracy dla członków gmin żydowskich
Na podstawie Ustawy z dnia 20 lutego 1997 roku o stosunku Państwa do gmin wyznaniowych żydowskich w Rzeczypospolitej (Dz.U. z 2014 r. poz. 1798 – tekst jednolity) art. 11:
1. Osoby należące do gmin żydowskich mają prawo do zwolnień od pracy lub nauki na czas obejmujący następujące święta religijne, niebędące dniami ustawowo wolnymi od pracy:
  1. Rosz ha-Szana – 2 dni,
  2. Jom Kipur – 1 dzień,
  3. Sukkot – 2 dni,
  4. Szmini Aceret – 1 dzień,
  5. Simchat Tora – 1 dzień,
  6. Pesach – 4 dni,
  7. Szawuot – 2 dni.
2. Terminy świąt, o których mowa w ust. 1, określane są według kalendarza żydowskiego.
3. Osobom należącym do gmin żydowskich przysługuje prawo zwolnienia od pracy lub nauki na czas szabatu trwającego od zachodu słońca w piątek do zachodu słońca w sobotę oraz w święta, o których mowa w ust. 1, na zasadach określonych w odrębnych przepisach.